# Cuenca (Équateur)
Pour les articles homonymes, voir Cuenca.
Cuenca, de son nom complet Santa Ana de los Cuatro Ríos de Cuenca en français : « Sainte-Anne des quatre rivières de Cuenca », est une ville de l'Équateur et la capitale de la province de l'Azuay. Elle est située dans la Sierra (hauts plateaux), à 2 500 m d'altitude, à 307 km au sud de Quito. Avec une population d'environ 600 000 habitants, Cuenca est la troisième plus grande ville du pays.

## Histoire
Son histoire remonte au village cañari appelé Guapondeleg (« terre aussi grande que le paradis », VIe siècle) qui, conquis par les Incas, fut renommé Tomebamba et devint la seconde capitale de l'Empire inca. Celle-ci fut conquise en 1533 par les Espagnols. Le conquistador Gil Ramírez Dávalos missionné par le vice-roi du Pérou Andrés Hurtado de Mendoza, lui-même originaire de Cuenca en Espagne, y fonda la ville actuelle en 1557. L'expédition géodésique de La Condamine au Pérou, partie de Quito en juin 1737, a atteint cette ville en juin 1739 : ce fut le point le plus méridional rallié par les savants français. Cuenca a été déclarée indépendante en 1820.
Elle a été classée en 1999 comme centre historique du Patrimoine culturel mondial par l'Unesco.

## Transport
Cuenca se trouve sur la route panaméricaine. La ville possède également un aéroport : celui de Mariscal La Mar.

## Économie
La ville compte une usine de fabrication de pneumatiques du groupe allemand Continental AG.
Le journal El Mercurio est publié à Cuenca.

## Natifs de Cuenca
- Bienheureux Victor Emilio Moscoso Cárdenas (1846-1895), prêtre catholique jésuite, éducateur
- Saint Miguel Febres Cordero, (1854-1910), Frère des Écoles chrétiennes.
- César Cordero Moscoso, (1927-), ancien prêtre catholique, fondateur de l'université catholique de Cuenca (es) et accusé de viols multiples sur enfants. Il est défroqué par le Vatican en 2018.
- Jefferson Pérez, (1974-), athlète équatorien, champion olympique et triple champion du monde sur 20 km marche.

## Jumelage
La ville de Cuenca est jumelée avec les villes suivantes :
 Cuzco, Pérou (2000)
 Tempe (Arizona), États-Unis (2009)
 Belo Horizonte, Brésil

## Culture
Le festival de cinéma Equis, festival du film féministe a lieu à Quito et Cuenca.